# Кадималиев, Давуд Али оглы
Давуд Али оглы Кадималиев (род. 7 ноября 1952, Мингечевир) — профессор кафедры биотехнологии Национального исследовательского Мордовского государственного университета им. Н. П. Огарева, доктор биологических наук.

## Деятельность
Родился 7 ноября 1952 г. в г. Мингечаур Азербайджанской ССР. Окончил физический факультет Мордовского университета (1975 г.). Кандидат биологических наук (1985 г.), доктор биологических наук (2003 г.). Доцент (1994 г.). Профессор кафедры биотехнологии (с 2003 г. по 2013 г.). Профессор (2013 г. по настоящее время).
Член 2-х докторских диссертационных советов по специальностям «биотехнология», «экология», «агрохимия», общее земледелие" при Мордовском Государственном Университете, ученого совета факультета, председатель аттестационной комиссии факультета, председатель экспертного совета по биологическим наукам.
Член Мордовского отделения Общества биотехнологов России, биофизиков России, Московского общества испытателей природы.
Награждён почетными грамотами университета и республики, минобр науки РФ, ЦК ВЛКСМ. Лауреат Огаревской премии, победитель Всероссийского конкурса «Инженер года» в области биотехнологии и экологии.
Область научных интересов — биотехнология композиционных материалов, биокатализаторы, промышленная экология.
Публикации: автор более 110 научных работ, в том числе в соавторстве 2 монографии, 3 учебных пособий, 2 — с грифом УМО университетов России по биологии, 9 патентов.
Под его научным руководством защищены 2 кандидатские диссертации, осуществлено научное консультирование при выполнении 3 кандидатских диссертаций, в настоящее время руководит подготовкой 3 аспирантов.